# Chlorobi
Chlorobi este o încrengătură ce conține specii de  bacterii obligatoriu anaerobe și fotoautorofe. Filumul include doar familiile Chlorobiaceae și Ignavibacteriaceae.
Chlorobiile sunt specii imobile (cu excepția Chloroherpeton thalassium) și sunt capabile de fotosinteză anoxigenică, de aceea mai pot fi denumite bacterii sulfuroase verzi. Spre deosebire de plante, bacteriile sulfuroase verzi utilizează ionii sulfură pe post de donori de electroni. Sunt specii autotrofe care utilizează un ciclu Krebs invers pentru a fixa dioxidul de carbon.